# Zbigniew Gostomski

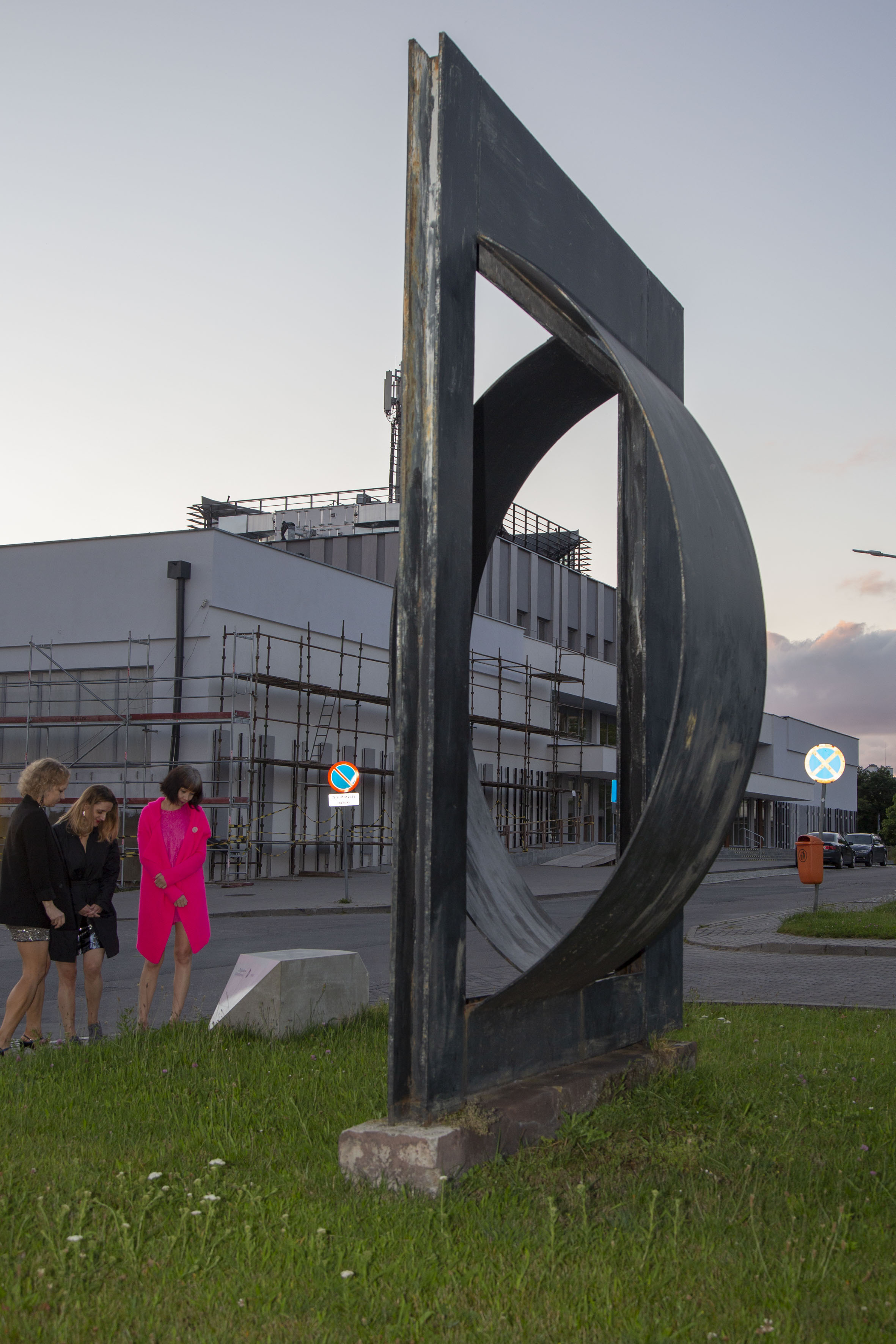
Rzeźba Zbigniewa Gostomskiego podczas I Biennale Form Przestrzennych w Elblągu 1965 roku.

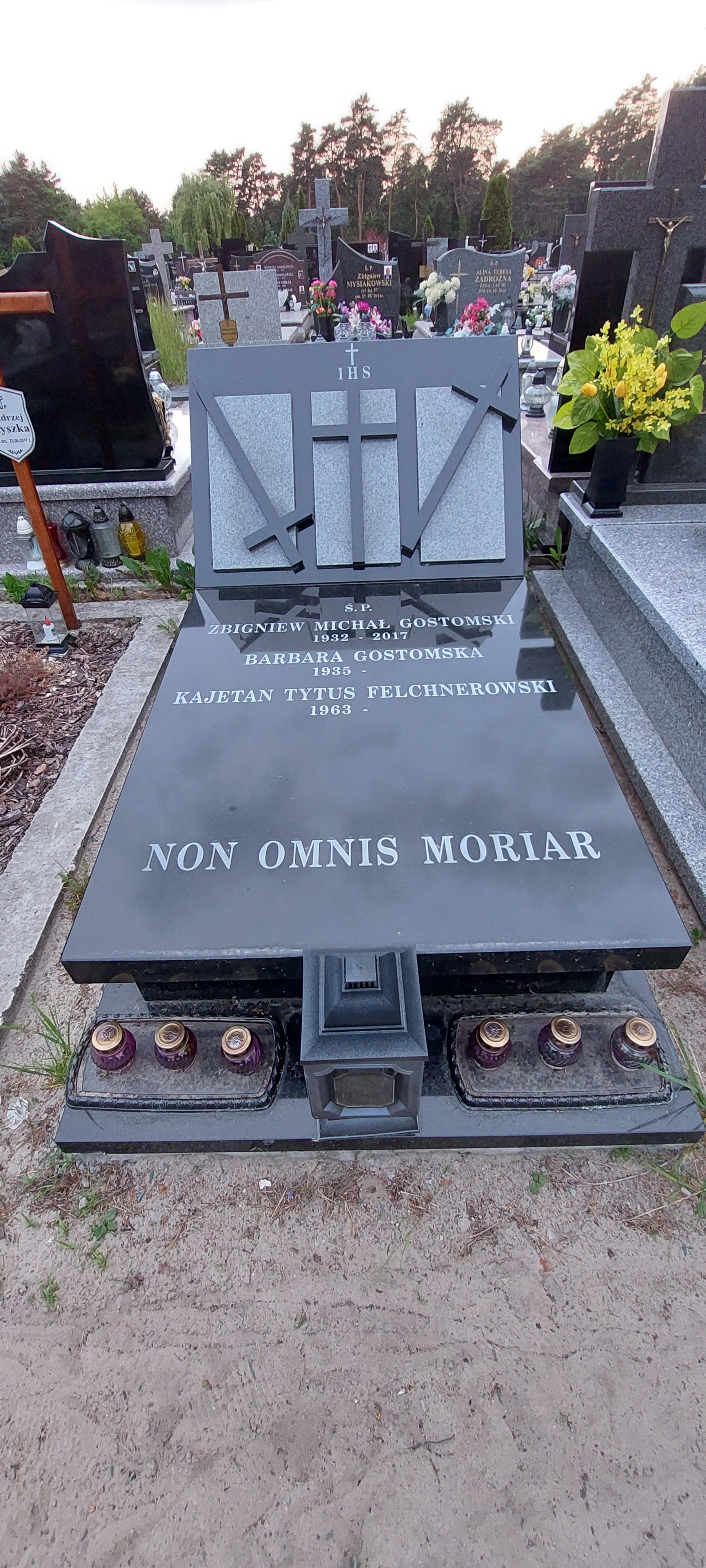
Nagrobek Zbigniewa Gostomskiego na cmentarzu otwockim.

Zbigniew Michał Gostomski (ur. 14 listopada 1932 w Bydgoszczy, zm. 24 lipca 2017 w Otwocku) – polski malarz, artysta współczesny, twórca artystycznych eksperymentów, fotografik, profesor ASP w Warszawie, uczestnik i twórca happeningów, aktor teatru Tadeusza Kantora "Cricot 2", współzałożyciel Galerii Foksal, autor projektu wnętrza galerii (lata 60.).

## Życiorys
Studiował na Akademii Sztuk Pięknych w Warszawie na Wydziale Malarstwa (1953–1959) w pracowni prof. Michała Byliny. Od 1988 profesor warszawskiej uczelni. W latach 60. tworzył czarno-białe reliefy w duchu op-art. W cyklu Przedmioty optyczne zajmował się badaniem iluzyjności przestrzeni, kontrastów światła i cienia. Pracował nad możliwością przekształcenia za pomocą środków optycznych obrazu w relief. Późniejsze prace przybrały formę environments. Uczestnik I Biennale Form Przestrzennych w Elblągu i Sympozjum Plastycznego Wrocław ’70. 
W 1970 otrzymał nagrodę im. C.K. Norwida.